# Gomívoro
Gomívoro é um animal onívoro cuja dieta consiste principalmente de gomas e seivas de árvores (cerca de 90%) e insetos como proteína.  Dentre os gomívoros temos primatas arborícolas e terrestres, como certos saguis e lêmures. Para se alimentarem, esses animais fazem lacerações no tronco das árvores e, por isso, vivem a cerca de 8 m do solo até a copa. O hábito alimentar dos gomívoros é a gomivoria .  

## Características
Um exemplo de gomívoro do Velho Mundo são os lêmures-bifurcados, cuja dieta consiste em cerca de 90% de  exsudatos de goma dos galhos ou troncos de árvore.  Os lêmures têm um “pente dentário”, composto por incisivos e caninos inferiores. Os lêmures-bifurcados têm pentes de dentes mais robustos do que os outros lêmures e usam esses dentes especializados para descascar os troncos. Os lêmures-bifurcados também consomem a goma que escorre da casca das árvores por meio de espaços criados por besouros. Sua língua longa e fina permite-lhes acessar essas aberturas na casca. Eles também possuem uma bactéria simbiótica que auxilia na digestão da seiva — um processo que começa na boca.
O sagui-de-tufo-preto (Callithrix penicillata) é um exemplar do Novo Mundo que vive principalmente da seiva das árvores. Para isso, o macaco usa seus incisivos inferiores alongados para mastigar a casca de uma árvore e obter a seiva, o que o classifica como  gomívoro.  Os incisivos são extremamente especializados, pois são a “ferramenta” dos saguis para se alimentarem. Os dentes têm um esmalte espesso na parte externa, mas não têm na parte interna, para proporcionar a resistência e a funcionalidade de um cinzel. Tanto  lêmures quanto  saguis têm mãos semelhantes às de uma lagartixa e garras semelhantes às de um gato, utilíssimas para se agarrarem às árvores por longos períodos.

## Estratégias de alimentação
Antes de se alimentarem, os saguis precisam abrir vários orifícios nas cascas das árvores. A mordida efetiva mede de 2 a 3 cm de diâmetro e é profunda o bastante para coletar seiva. Após cerca de um dia, os primatas retornarão às mordidas e consumirão a seiva que dali vazou.
Para consumir gomas e outras fontes indiretas de nutrientes, esses animais precisam dum sistema digestivo à altura. As gomas de árvore são polissacarídeos de ligação beta, que não se digerem facilmente. Essa digestão requer uma forma de fermentação microbiana para a liberação dos nutrientes essenciais. Para o sagui, esse processo leva umas 17,5 h (± 1,6 h), enquanto os carnívoros levam apenas de 3 a 4 h para digerir as proteínas da carne. Embora o processo digestivo leve algum tempo, os mamíferos gomívoros têm necessidades calóricas diárias relativamente baixas, pois não gastam tanta energia para adquirir alimento.
As gomas contêm galactose na forma de ácido galacturônico. Esse açúcar é parte da lactose, que é o açúcar do leite, portanto o consumo de gomas nos primeiros mamíferos ou de seus precursores pode ser uma causa para o desenvolvimento das suas glândulas mamárias, além dos instintos maternos de alimentar os filhotes e o aumento de lipídios corporais nas fêmeas dos mamíferos primitivos. 

## Cativeiro
O cativeiro afasta os animais de seus instintos e comportamentos naturais. Alguns gomívoros são comumente mantidos em cativeiro — até como animais de estimação. Gomívoros como o sagui têm o sistema digestivo e as ferramentas orais necessárias para se saciar com a seiva das árvores, mas, se alimentados com alimentos mais nutritivos, passarão por uma alteração significativa na plasticidade. Por exemplo, se alterarem a dieta dum sagui, as próximas gerações desse animal se adaptarão a esses alimentos, o que inutilizaria suas adaptações naturais, como os dentes em cinzel e a fermentação bacteriana.
1. ↑  Also spelled "gumivory", "gumnivory", or "guminivory". "Gummi-" is the preferred spelling as it derives from Latin gummi (gum) and is similar in form to gummiferous.[1]